# Gradieren (Salz)
Unter Gradieren versteht man die Erhöhung des (Koch-)Salzgehalts in einer Sole im Gradierwerk durch natürliches Verdunsten mittels Wind und Sonne. Auf diese Weise spart man Heizenergie beim anschließenden Sieden der Sole zur Salzgewinnung.
Im Salinenwesen des 19. Jahrhunderts bezeichnete „Grad“ den Salzgehalt einer Sole, der mit einer speziellen Salzwaage bestimmt werden konnte. „Gradieren“ bedeutete dann die Steigerung dieses Salzgehalts im Verlauf des Verarbeitungsprozesses.

## Geschichte

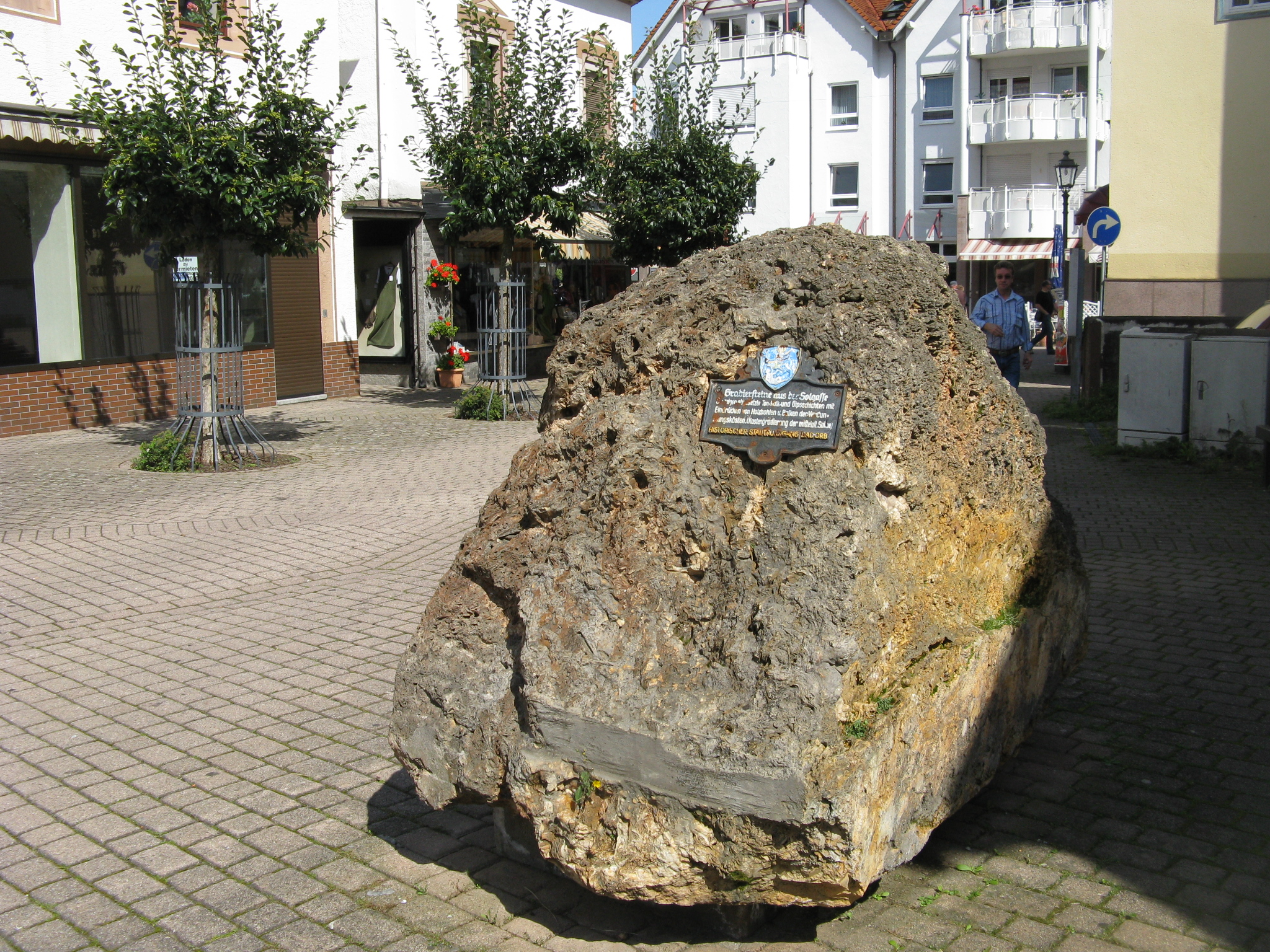
Gradierstein, Bad Orb

Die älteste, bekannte Form des Gradierens ist die Kastengradierung. Sie erfolgte durch Verdunstung von Wasser infolge der Einwirkung von Wind und Sonne, auf die in großen, hölzernen Verdunstungskästen eingebrachte Sole. Der mitgeführte Ton und die schwer löslichen Bestandteile Kalk und Gips setzten sich dabei am Boden der Kästen ab und bildeten sogenannte Gradiersteine. Um den Flächenbedarf für die Gradierung im Rahmen zu halten, konnten die im Laufe der Zeit mit Stein gefüllten Holzkästen aufgestockt werden. Noch heute erkennt man an manchen von ihnen Abdrücke der Holzbohlen und Balken des Gradierkastens.
Im 16. Jahrhundert tauchten erste Konstruktionen von so genannten Leckwerken auf. Es waren kleine Holzkästen, in die Strohbüschel eingesetzt waren, um die Verdunstungsfläche zu erhöhen. Bei guter Witterung wurden sie von Lepperknechten
mit Sole begossen.
Um die Effektivität des neuen Systems noch zu steigern, den Flächenbedarf und gleichzeitig auch Personal einzusparen, ging man Anfang des 17. Jahrhunderts zu Wänden aus Stroh über. Die Sole wurde nun mit Hilfe von Pumpwerken auf die Strohbündel von oben her aufgebracht. Die in das neue System gesetzte Erwartung erfüllte sich nicht, da die Sole an den glatten Halmen des Strohs zu rasch ablief und zu wenig Wasser verdunstete. Gleichzeitig verunreinigte das faulende Stroh die Sole.
Nach Versuchen mit Birkenreisig, das sich als wenig dauerhaft erwies, fand man mit dem harten und beständigen Schwarzdornreisig, Ende des 17. Jahrhunderts, die ideale Lösung des Problems. Die erste belegte Nutzung der Schwarzdorngradierung in Deutschland ist für Bad Nauheim belegt. Dort wurde sie vom Solemeister und Universalgelehrten Joseph Todesco eingeführt. 
Durch den Gradierbetrieb lagern sich auf dem Schwarzdorn die schwer löslichen Bestandteile der Sole ab und bilden graue bis braune Krusten, die im Laufe der Zeit zu einem geschlossenen Stein zusammenwachsen, dem Dornstein. Durch den gleichzeitig mit der Verdunstung erfolgenden Entzug von Kohlendioxid aus der Sole verringert sich die Löslichkeit der Kalziumsalze und der Ablagerungsprozess wird noch verstärkt. Die Farbe des Dornsteins wird z. B. durch Spuren von Eisen oder Mangan verursacht.

## Wirksamkeit von Gradierwerken und Folgenutzung
Hohe Lufttemperaturen und niedrige relative Luftfeuchtigkeit begünstigen die Gradierung. Regen, Nebel und Frost behinderten den Ablauf. Bei offener Bauweise kann auch der Wind die Wirksamkeit behindern. Mit diesen Randbedingungen ist der Betrieb von Gradierwerken im Winter nicht möglich.
Vielfach sind von ehemaligen, aufgegebenen Salinen nur noch die Gradierwerke übrig geblieben. Sie erfüllen heute manchmal noch museale Zwecke oder werden als Freiluftinhalatorien genutzt (siehe Halle (Saale), Bad Orb).